# Paulina Chiziane

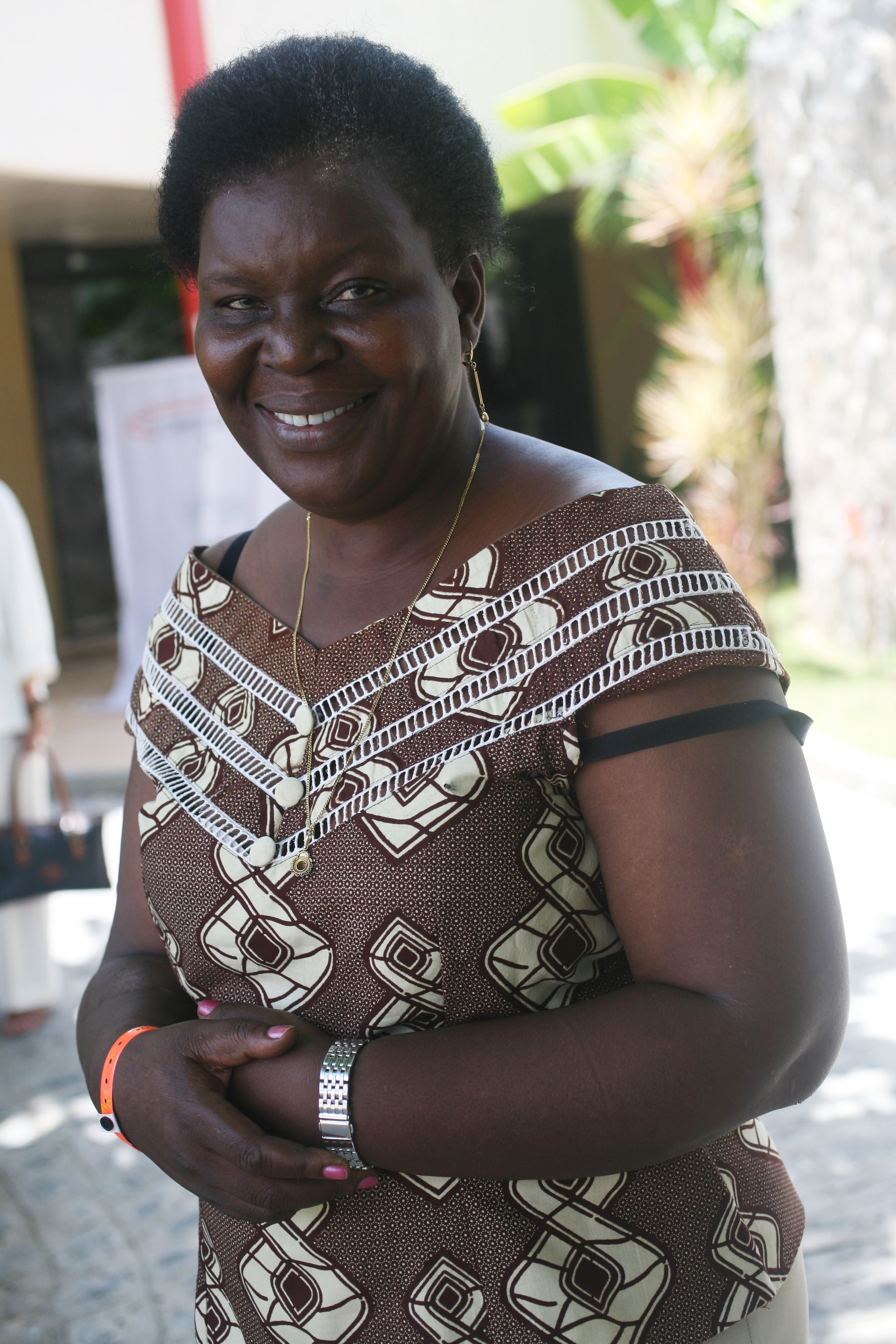
Paulina Chiziane (2008)

Paulina Chiziane, född 1955 i provinsen Gaza, är en moçambikisk författare.
Hon föddes i provinsen Gaza i södra Moçambique men växte upp i huvudstaden Maputo. När hon debuterade 1990 var hon landets första kvinnliga romanförfattare. Hon har hittills (2010) gett ut fem romaner, hittills ingen översatt till svenska.
För romanen Niketche (namnet på en erotisk dans), som skildrar kollisionen mellan de patrilinjära traditionerna i söder och de mer matrilinjära i norr och tar upp frågor kring polygami, fick hon det prestigefyllda moçambikiska José Craveirina-priset 2003. Hennes böcker tar upp sociala problem som kvinnors rättigheter och politiska värderingar.